# Bouteille et Journal
Bouteille et Journal est un tableau réalisé par le peintre français Georges Braque en 1911-1912. Cette 
huile sur toile est une nature morte cubiste représentant notamment une bouteille et un journal sur un guéridon. Elle est conservée au musée Folkwang, à Essen, en Allemagne.